# Спин-орбитальное взаимодействие
Спин-орбитальное взаимодействие — в квантовой физике взаимодействие между движущейся частицей и её собственным магнитным моментом, обусловленным спином частицы. Наиболее часто встречающимся примером такого взаимодействия является взаимодействие электрона, находящегося на одной из орбит в атоме, с собственным спином. Такое взаимодействие, в частности, приводит к возникновению так называемой тонкой структуры энергетического спектра электрона и расщеплению спектроскопических линий атома.

## Вывод гамильтониана спин-орбитального взаимодействия
Спин-орбитальное взаимодействие является релятивистским эффектом, поэтому для вывода части гамильтониана, отвечающей данному взаимодействию, следует отталкиваться от уравнения Дирака с учтённым в гамильтониане вкладом от внешнего электромагнитного поля с векторным потенциалом A и скалярным потенциалом φ, для чего в уравнении Дирака, согласно лагранжеву формализму, нужно произвести замену
{\displaystyle \mathbf {p} \to \mathbf {p} -(e/c)\mathbf {A} }
и
{\displaystyle E\to E+e\varphi .}
В итоге уравнение Дирака принимает вид
{\displaystyle i\hbar {\frac {\partial \psi }{\partial t}}=\left[c{\boldsymbol {\alpha }}\left(\mathbf {p} -{\frac {e}{c}}\mathbf {A} \right)+\beta mc^{2}+e\varphi \right]\psi ,}
где {\displaystyle \beta ={\begin{pmatrix}\mathbf {1} &0\\0&-\mathbf {1} \end{pmatrix}},\ {\boldsymbol {\alpha }}={\begin{pmatrix}0&{\boldsymbol {\sigma }}\\{\boldsymbol {\sigma }}&0\end{pmatrix}},} и {\displaystyle \sigma _{i}} — матрицы Паули:
{\displaystyle \sigma _{x}={\begin{pmatrix}0&1\\1&0\end{pmatrix}},\quad \sigma _{y}={\begin{pmatrix}0&-i\\i&0\end{pmatrix}},\quad \sigma _{z}={\begin{pmatrix}1&0\\0&-1\end{pmatrix}},\quad \mathbf {1} ={\begin{pmatrix}1&0\\0&1\end{pmatrix}}.}
Из данного гамильтониана видно, что волновая функция ψ должна быть четырёхкомпонентной, причём известно, что две её компоненты соответствуют решениям с положительной энергией, а две — с отрицательной. Роль решений с отрицательной энергией мала при рассмотрении вопросов, связанных с магнитными явлениями, поскольку дырки в спектре отрицательной энергии соответствуют позитронам, для образования которых нужна энергия порядка {\displaystyle mc^{2}}, что значительно превышает энергию, связанную с магнитными явлениями. В связи с вышесказанным удобно воспользоваться каноническим преобразованием Фолди и Ваутхайзена, которое разбивает уравнение Дирака на пару двухкомпонентных уравнений. Одно из которых описывает решения с отрицательной энергией, а другое с положительной и имеет гамильтониан следующего вида:
{\displaystyle {\begin{aligned}{\mathcal {H}}&=\left[mc^{2}+{\frac {1}{2m}}\left(\mathbf {p} -{\frac {e}{c}}\mathbf {A} \right)^{2}-{\frac {p^{4}}{8m^{3}c^{2}}}\right]+e\varphi -{\frac {e\hbar }{2mc}}{\boldsymbol {\sigma }}\cdot \mathbf {H} +\\&+\left\{-i{\frac {e\hbar ^{2}}{8m^{2}c^{2}}}{\boldsymbol {\sigma }}\cdot \nabla \times \mathbf {E} -{\frac {e\hbar }{4m^{2}c^{2}}}{\boldsymbol {\sigma }}\cdot \mathbf {E} \times \mathbf {p} \right\}-{\frac {e\hbar ^{2}}{8m^{2}c^{2}}}{\nabla }\cdot \mathbf {E} .\end{aligned}}}
Члены, заключённые в фигурные скобки, характеризуют спин-орбитальное взаимодействие. В частности, если электрическое поле центрально-симметричное, то имеем {\displaystyle \nabla \times \mathbf {E} =0}, и гамильтониан спин-орбитального взаимодействия принимает вид
{\displaystyle {\mathcal {H}}_{\text{so}}=-{\frac {e\hbar }{4m^{2}c^{2}}}{\boldsymbol {\sigma }}\cdot \mathbf {E} \times \mathbf {p} ={\frac {\hbar }{4m^{2}c^{2}}}{{\frac {1}{r}}{\frac {\partial V}{\partial r}}}{\boldsymbol {\sigma }}\cdot \mathbf {r} \times \mathbf {p} ={\frac {\hbar }{4m^{2}c^{2}}}{{\frac {1}{r}}{\frac {\partial V}{\partial r}}}{\boldsymbol {\sigma }}\cdot \mathbf {L} ,}
где {\displaystyle \mathbf {L} =\mathbf {r} \times \mathbf {p} } — оператор углового момента импульса электрона.
Данный результат согласуется с классическим выражением, описывающим взаимодействие спина электрона с полем, обусловленным орбитальным движением электрона. Поясним это.

## Классическое выражение энергии спин-орбитального взаимодействия для атомарного электрона
Пусть электрон движется равномерно и прямолинейно со скоростью v в поле ядра, помещённого в начале системы координат 1, и которое создаёт кулоновское поле
{\displaystyle e\mathbf {E} =-{\frac {\mathbf {r} }{r}}{\frac {\partial V}{\partial r}}.}
В системе координат 2, связанной с движущимся электроном, наблюдатель будет видеть движущееся ядро, которое создает как электрическое, так и магнитное поле, с напряженностью E' и H' соответственно. Как следует из теории относительности, E' и H' связаны с Е следующими соотношениями:
{\displaystyle \mathbf {E} '=\mathbf {E} ,\quad \mathbf {H} '\approx -{\frac {1}{c}}\mathbf {v} \times \mathbf {E} =-{\frac {1}{mc}}\mathbf {p} \times \mathbf {E} ,}
где отброшены члены порядка {\displaystyle v^{2}/c^{2}.}
Тогда уравнение изменения спинового момента количества движения {\displaystyle \mathbf {S} ={\frac {\hbar }{2}}{\boldsymbol {\sigma }}} (связанного, согласно гипотезе Уленбека — Гаудсмита, гиромагнитным отношением с магнитным моментом {\displaystyle {\boldsymbol {\mu }}} как {\displaystyle {\frac {|{\boldsymbol {\mu }}|}{|\mathbf {S} |}}={\frac {|e|}{mc}}}) в системе координат 2 будет иметь вид
{\displaystyle {\frac {d\mathbf {S} }{dt}}=\mu \times \mathbf {H} '=-{\frac {e\hbar }{2m^{2}c^{2}}}{\boldsymbol {\sigma }}\times [\mathbf {p} \times \mathbf {E} ].}
Это уравнение соответствует взаимодействию спина электрона с электромагнитным полем, которое описывается гамильтонианом следующего вида:
{\displaystyle {\mathcal {H}}'_{\text{so}}={\frac {e\hbar }{2m^{2}c^{2}}}{\boldsymbol {\sigma }}\cdot \mathbf {p} \times \mathbf {E} .}
Заметим, что вид гамильтониана с точностью до множителя 1/2 совпадает с видом спин-орбитальной части гамильтониана, полученного из уравнения Дирака с помощью преобразования Фолди и Ваутхайзена. Отсутствие этого множителя связано с тем, что уравнение изменения магнитного момента электрона будет верно только в том случае, если система 2 не будет вращающейся, в противном случае это уравнение, из-за прецессии Томаса, должно иметь вид
{\displaystyle {\frac {d\mathbf {S} }{dt}}={\frac {e\hbar }{2mc}}{\boldsymbol {\sigma }}\times \mathbf {H} '-\omega _{\text{T}}\times \mathbf {S} ,}
где {\displaystyle \omega _{\text{T}}} — томосовская угловая скорость вращения.
Электрон в атоме ускоряется экранированным кулоновским полем, поэтому томосовская угловая скорость описывается соотношением
{\displaystyle \omega _{\text{T}}\approx {\frac {1}{2m^{2}c^{2}}}{\frac {1}{r}}{\frac {\partial V}{\partial r}}[\mathbf {r} \times \mathbf {p} ].}
Таким образом гамильтониан спин-орбитального взаимодействия будет иметь вид
{\displaystyle {\begin{aligned}{\mathcal {H}}_{\text{so}}&={\frac {\hbar }{2m^{2}c^{2}}}{\frac {1}{r}}{\frac {dV}{dr}}{\boldsymbol {\sigma }}\cdot \mathbf {r} \times \mathbf {p} -{\frac {\hbar }{4m^{2}c^{2}}}{\frac {1}{r}}{\frac {\partial V}{\partial r}}{\boldsymbol {\sigma }}\cdot \mathbf {r} \times \mathbf {p} =\\[1ex]&={\frac {\hbar }{4m^{2}c^{2}}}{\frac {1}{r}}{\frac {\partial V}{\partial r}}{\boldsymbol {\sigma }}\cdot \mathbf {r} \times \mathbf {p} ,\end{aligned}}}
что в точности совпадает с ранее полученным результатом.

## В твёрдом теле
В полупроводниках спин-орбитальное взаимодествие описывается гамильтонианом Рашбы и Дрессельхауза.